# Katie Carr
Katie Carr (Londres, 1973) es una actriz y modelo de ropa interior inglesa. Es más conocida por sus apariciones en Dinotopia como Marion y en Heroes como Caitlin.

## Filmografía
- The Innocent Sleep (1996) .... Alice
- The Perfect Blue (1997) .... Katie
- Highlander: The Series (1 episodio, "The Modern Prometheus", 1997) .... Claire Clairmont
- The Odyssey (1997, telefilm) .... Nausicaa
- Kangaroo Palace (1997, telefilm) .... Linda
- Mrs Dalloway (1997) .... Elizabeth Dalloway
- A Rather English Marriage (1998) (telefilm) .... Young Mary
- Dial 9 for Love (2001) .... Laura
- Dinotopia (2002, miniserie) .... Marion Waldo
- Evolution: The Making of 'Dinotopia' (2002, telefilm) .... Marion
- Discovering Dinotopia (2002, telefilm) .... Marion
- Raising Helen (2004) .... Caitlin
- Four Corners of Suburbia (2005) .... Fiona Musey
- Heroes (6 episodios, "Chapter Two 'Lizards'", "Chapter Three 'Kindred'", "Chapter Five 'Fight or Flight'", "Chapter Six 'The Line'", "Chapter Seven 'Out of Time'" y "Chapter Ten 'Truth & Consequences'", 2007) .... Caitlin
- Heroes Unmasked (2 episodios, "Generations" y "New World Disorder", "Travelling in Style" and "From Heroes to Villains", 2008) .... Ella misma y Caitlin (no acreditada)
- CSI: NY (1 episodio, "Happily Never After", 2008) .... Tina Connor

## Héroes NBC
El personaje que interpreta en la serie Héroes se vio truncado en la tercera temporada, llamada Villanos, debido a una huelga generalizada de los guionistas de series de televisión en Estados Unidos en 2008. Según informes, este personaje regresaría en la temporada Éxodo, que nunca fue escrita debido a la paralización de trabajos.